# Felip d'Anjou-Nàpols
Felip d'Anjou-Nàpols, també conegut com a Felip de Sicília (1255/56 — 1277), fou rei nominal de Tessalònica i príncep consort d'Acaia. Era el segon fill de Carles I d'Anjou i de Beatriu I de Provença i nebot del rei Lluís VIII de França. El seu pare el va nomenar rei de Sardenya, però no fou reconegut pel papa ni pels altres estats.

## Rei de Sardenya
Felip va néixer quan el seu pare encara no era rei de Nàpols, quan això va passar Carles va enviar (1267) una petició al papa Climent IV per nomenar Felip rei de Sadenya, ja que aquesta illa estava sota la sobirania papal. Sardenya en aquell moment estava dividida en quatre jurisdiccions i era tema de rivalitat entre la República de Gènova i Pisa, que representaven les faccions dels güelfs i gibel·lins respectivament, els primers favorables al papat i els segons a l'emperador. L'illa estava també en disputa entre el casal d'Aragó i el dels Anjou. La jurisdicció de Logudoro (o Torres) estava sota domini genovès des de la mort d'Adelàsia, el 1259, perquè el marit d'aquesta dama, Enzo, que havia estat nomenat rei de Sardenya per l'emperador Frederic II, estava en captivitat. L'11 d'agost del 1269 a la localitat de Sassari, a Logudoro, i sense l'aprovació papal, els güelfs van aclamar Felip rei de Sardenya. Els sards van enviar immediatament un enviat a Roma per tal de persuadir el papa de confirmar el nomenament. Tot i que tat Gènova com el rei Carles eren dels güelfs i, per tant, favorables al papat, Climent no va donar el consentiment a aquest nomenament. Carles aviat va tenir un enfrontament amb els seus aliats genovesos, i l'elecció de Felip no va ser reconeguda pel rei Jaume I d'Aragó ni pel seu fill Jaume, que havia estat proposat com a candidat rival pel tron de Sardenya. Felip mai va visitar Sardenya. Tanmateix, a l'illa hi havia mines de plata, que va acabar en les arques de Carles després del 1270, i amb la qual se'n va encunyar algunes monedes.

## Príncep d'Acaia
En relació als acords del Tractat de Viterbo, del 24 de maig del 1267, Carles va proposar el matrimoni entre Felip i Isabel, filla i hereva del príncep d'Acaia Guillem II. Segons els termes de l'acord, Flip seria el successor de Guillem II, ja que Guillem no tenia fills mascles, però en cas que Felip morís sense descendència el principat passaria a Carles o a un hereu d'aquest. El juny del 1270, els representants de Carles i de Guillem van intercanviar juraments acceptant els termes i el matrimoni es va celebrar amb gran esplendor a Trani el 28 de maig del 1271. Isabel, tenia llavors dotze anys i va passar a viure a la cort napolitana de Carles, establerta al Castell de l'Ou. El 1272, Felip i el seu germà gran, el futur Carles II, foren nomenats cavallers pel seu pare.

## Rei de Tessalònica
El 1274, l'emperador llatí en l'exili Felip de Courtenay va concedir a Felip d'Anjou-Nàpols el títol de rei de Tessalònica, un regne que s'havia extingit el 1224, quan va ser conquerit per l'Imperi Romà d'Orient. Aquest emperador estava casat amb la germana d'ell, Beatriu d'Anjou-Nàpols. Felip no va anar mai a visitar el "seu" regne situat al nord de Grècia ni en va fer servir el títol, però si que va visitar la regió de l'Èlide, regió del Principat d'Acaia.

## Mort de Felip
El gener del 1276 Felip va prometre unir-se a la gran croada que el papa Gregori X estava organitzant. Aquest papa va morir i va ser Innocenci V qui el 23 de maig del 1276 el va allistar.
Segons el cronista Giovanni Villani, Felip va emmalaltir greument quan tibava una ballesta i va anar a prendre les aigües termals a Pozzuoli. Com que no millorava, va anar a Bari a l'església de Sant Nicolau a demanar al sant una cure. Va morir amb només vint-i-dos anys, entre el gener i el març del 1277, i els seus drets sobre Acaia van passar al seu pare. Va ser sebollit a la catedral de Trani.